# Kinas Grand Prix 2024
Kinas Grand Prix 2024 (officielt navn: Formula 1 Lenovo Chinese Grand Prix 2024) var et Formel 1-løb, som blev kørt den 21. april 2024 på Shanghai International Circuit i Shanghai, Kina. Det var det femte løb i Formel 1-sæsonen 2024, og det første løb i sæsonen til at blive kørt med sprint race-formatet.

## Sprintkvalifikation
| Pos.               | Nr. | Kører            | Konstruktør                  | Del 1    | Del 2    | Del 3    | Grid |
| ------------------ | --- | ---------------- | ---------------------------- | -------- | -------- | -------- | ---- |
| 1                  | 4   | Lando Norris     | McLaren-Mercedes             | 1.36,384 | 1.36,047 | 1.57,940 | 1    |
| 2                  | 44  | Lewis Hamilton   | Mercedes                     | 1.37,181 | 1.36,287 | 1.59,201 | 2    |
| 3                  | 14  | Fernando Alonso  | Aston Martin Aramco-Mercedes | 1.36,883 | 1.36,119 | 1.59,915 | 3    |
| 4                  | 1   | Max Verstappen   | Red Bull Racing-Honda RBPT   | 1.36,456 | 1.35,606 | 2.00,028 | 4    |
| 5                  | 55  | Carlos Sainz Jr. | Ferrari                      | 1.36,719 | 1.36,052 | 2.00,214 | 5    |
| 6                  | 11  | Sergio Pérez     | Red Bull Racing-Honda RBPT   | 1.36,110 | 1.35,781 | 2.00,375 | 6    |
| 7                  | 16  | Charles Leclerc  | Ferrari                      | 1.36,537 | 1.35,711 | 2.00,566 | 7    |
| 8                  | 81  | Oscar Piastri    | McLaren-Mercedes             | 1.36,542 | 1.35,853 | 2.00,990 | 8    |
| 9                  | 77  | Valtteri Bottas  | Kick Sauber-Ferrari          | 1.37,112 | 1.36,056 | 2.01,044 | 9    |
| 10                 | 24  | Zhou Guanyu      | Kick Sauber-Ferrari          | 1.37,544 | 1.36,307 | 2.03,537 | 10   |
| 11                 | 63  | George Russell   | Mercedes                     | 1.37,310 | 1.36,345 | N/A      | 11   |
| 12                 | 20  | Kevin Magnussen  | Haas-Ferrari                 | 1.37,033 | 1.36,473 | N/A      | 12   |
| 13                 | 27  | Nico Hülkenberg  | Haas-Ferrari                 | 1.36,924 | 1.36,478 | N/A      | 13   |
| 14                 | 3   | Daniel Ricciardo | RB-Honda RBPT                | 1.37,321 | 1.36,553 | N/A      | 14   |
| 15                 | 18  | Lance Stroll     | Aston Martin Aramco-Mercedes | 1.36,961 | 1.36,677 | N/A      | 15   |
| 16                 | 10  | Pierre Gasly     | Alpine-Renault               | 1.37,632 | N/A      | N/A      | 16   |
| 17                 | 31  | Esteban Ocon     | Alpine-Renault               | 1.37,720 | N/A      | N/A      | 17   |
| 18                 | 23  | Alexander Albon  | Williams-Mercedes            | 1.37,812 | N/A      | N/A      | 18   |
| 19                 | 22  | Yuki Tsunoda     | RB-Honda RBPT                | 1.37,892 | N/A      | N/A      | 19   |
| 20                 | 2   | Logan Sargeant   | Williams-Mercedes            | 1.37,923 | N/A      | N/A      | 20   |
| 107%-tid: 1.42,837 |     |                  |                              |          |          |          |      |
| Kilde:             |     |                  |                              |          |          |          |      |

## Sprint
| Pos.                                                              | Nr. | Kører            | Konstruktør                  | Omgange | Tid/Udgået | Startpos. | Point |
| ----------------------------------------------------------------- | --- | ---------------- | ---------------------------- | ------- | ---------- | --------- | ----- |
| 1                                                                 | 1   | Max Verstappen   | Red Bull Racing-Honda RBPT   | 19      | 32.04,660  | 4         | 8     |
| 2                                                                 | 44  | Lewis Hamilton   | Mercedes                     | 19      | +13,043    | 2         | 7     |
| 3                                                                 | 11  | Sergio Pérez     | Red Bull Racing-Honda RBPT   | 19      | +15,258    | 6         | 6     |
| 4                                                                 | 16  | Charles Leclerc  | Ferrari                      | 19      | +17,486    | 7         | 5     |
| 5                                                                 | 55  | Carlos Sainz Jr. | Ferrari                      | 19      | +20,696    | 5         | 4     |
| 6                                                                 | 4   | Lando Norris     | McLaren-Mercedes             | 19      | +22,088    | 1         | 3     |
| 7                                                                 | 81  | Oscar Piastri    | McLaren-Mercedes             | 19      | +24,713    | 8         | 2     |
| 8                                                                 | 63  | George Russell   | Mercedes                     | 19      | +25,696    | 11        | 1     |
| 9                                                                 | 24  | Zhou Guanyu      | Kick Sauber-Ferrari          | 19      | +31,951    | 10        |       |
| 10                                                                | 20  | Kevin Magnussen  | Haas-Ferrari                 | 19      | +37,398    | 12        |       |
| 11                                                                | 3   | Daniel Ricciardo | RB-Honda RBPT                | 19      | +37,840    | 14        |       |
| 12                                                                | 77  | Valtteri Bottas  | Kick Sauber-Ferrari          | 19      | +38,295    | 9         |       |
| 13                                                                | 31  | Esteban Ocon     | Alpine-Renault               | 19      | +39,841    | 17        |       |
| 14                                                                | 18  | Lance Stroll     | Aston Martin Aramco-Mercedes | 19      | +40,299    | 15        |       |
| 15                                                                | 10  | Pierre Gasly     | Alpine-Renault               | 19      | +40,838    | 16        |       |
| 16                                                                | 22  | Yuki Tsunoda     | RB-Honda RBPT                | 19      | +41,870    | 19        |       |
| 17                                                                | 23  | Alexander Albon  | Williams-Mercedes            | 19      | +42,998    | 18        |       |
| 18                                                                | 2   | Logan Sargeant   | Williams-Mercedes            | 19      | +46,352    | 20        |       |
| 19                                                                | 27  | Nico Hülkenberg  | Haas-Ferrari                 | 19      | +49,630    | 13        |       |
| 201                                                               | 14  | Fernando Alonso  | Aston Martin Aramco-Mercedes | 17      | Sammenstød | 3         |       |
| Hurtigste omgang: Max Verstappen (Red Bull) - 1.40,331 (omgang 3) |     |                  |                              |         |            |           |       |
| Kilde:                                                            |     |                  |                              |         |            |           |       |

Noter:
↑1 - Fernando Alonso udgik af ræset, men blev klassificeret som færdiggjort, i det at han havde kørt mere end 90% af ræsdistancen. Han blev også givet en 10 sekunders straf for at være skyld i et sammenstød med Carlos Sainz Jr.

## Ræskvalifikation
| Pos.               | Nr. | Kører            | Konstruktør                  | Del 1    | Del 2    | Del 3    | Grid |
| ------------------ | --- | ---------------- | ---------------------------- | -------- | -------- | -------- | ---- |
| 1                  | 1   | Max Verstappen   | Red Bull Racing-Honda RBPT   | 1.34.742 | 1.33,794 | 1.33,660 | 1    |
| 2                  | 11  | Sergio Pérez     | Red Bull Racing-Honda RBPT   | 1.35,457 | 1.34,026 | 1.33,982 | 2    |
| 3                  | 14  | Fernando Alonso  | Aston Martin Aramco-Mercedes | 1.35,116 | 1.34,652 | 1.34,148 | 3    |
| 4                  | 4   | Lando Norris     | McLaren-Mercedes             | 1.34,842 | 1.34,460 | 1.34,165 | 4    |
| 5                  | 81  | Oscar Piastri    | McLaren-Mercedes             | 1.35,014 | 1.34,659 | 1.34,273 | 5    |
| 6                  | 16  | Charles Leclerc  | Ferrari                      | 1.34,797 | 1.34,399 | 1.34,289 | 6    |
| 7                  | 55  | Carlos Sainz Jr. | Ferrari                      | 1.34,970 | 1.34,368 | 1.34,297 | 7    |
| 8                  | 63  | George Russell   | Mercedes                     | 1.35,084 | 1.34,609 | 1.34,433 | 8    |
| 9                  | 27  | Nico Hülkenberg  | Haas-Ferrari                 | 1.35,068 | 1.34,667 | 1.34,604 | 9    |
| 10                 | 77  | Valtteri Bottas  | Kick Sauber-Ferrari          | 1.35,169 | 1.34,769 | 1.34,665 | 10   |
| 11                 | 18  | Lance Stroll     | Aston Martin Aramco-Mercedes | 1.35,334 | 1.34,838 | N/A      | 11   |
| 12                 | 3   | Daniel Ricciardo | RB-Honda RBPT                | 1.35,443 | 1.34,934 | N/A      | 12   |
| 13                 | 31  | Esteban Ocon     | Alpine-Renault               | 1.35,356 | 1.35,223 | N/A      | 13   |
| 14                 | 23  | Alexander Albon  | Williams-Mercedes            | 1.35,384 | 1.35,241 | N/A      | 14   |
| 15                 | 10  | Pierre Gasly     | Alpine-Renault               | 1.35,287 | 1.35,463 | N/A      | 15   |
| 16                 | 24  | Zhou Guanyu      | Kick Sauber-Ferrari          | 1.35,505 | N/A      | N/A      | 16   |
| 17                 | 20  | Kevin Magnussen  | Haas-Ferrari                 | 1.35,516 | N/A      | N/A      | 17   |
| 18                 | 44  | Lewis Hamilton   | Mercedes                     | 1.35,573 | N/A      | N/A      | 18   |
| 19                 | 22  | Yuki Tsunoda     | RB-Honda RBPT                | 1.35,746 | N/A      | N/A      | 19   |
| 20                 | 2   | Logan Sargeant   | Williams-Mercedes            | 1.36,358 | N/A      | N/A      | PL1  |
| 107%-tid: 1.41,379 |     |                  |                              |          |          |          |      |
| Kilde:             |     |                  |                              |          |          |          |      |

Noter:
↑1 - Logan Sargeant startede fra pit lane efter at have lavet ændringer på hans bil under parc fermé.

## Resultat
| Pos.                                                                    | Nr. | Kører            | Konstruktør                  | Omgange | Tid/Udgået  | Startpos. | Point |
| ----------------------------------------------------------------------- | --- | ---------------- | ---------------------------- | ------- | ----------- | --------- | ----- |
| 1                                                                       | 1   | Max Verstappen   | Red Bull Racing-Honda RBPT   | 56      | 1:40.52,554 | 1         | 25    |
| 2                                                                       | 4   | Lando Norris     | McLaren-Mercedes             | 56      | +13,773     | 4         | 18    |
| 3                                                                       | 11  | Sergio Pérez     | Red Bull Racing-Honda RBPT   | 56      | +19,160     | 2         | 15    |
| 4                                                                       | 16  | Charles Leclerc  | Ferrari                      | 56      | +23,623     | 6         | 12    |
| 5                                                                       | 55  | Carlos Sainz Jr. | Ferrari                      | 56      | +33,983     | 7         | 10    |
| 6                                                                       | 63  | George Russell   | Mercedes                     | 56      | +38,724     | 8         | 8     |
| 7                                                                       | 14  | Fernando Alonso  | Aston Martin Aramco-Mercedes | 56      | +43,414     | 3         | 71    |
| 8                                                                       | 81  | Oscar Piastri    | McLaren-Mercedes             | 56      | +56,198     | 5         | 4     |
| 9                                                                       | 44  | Lewis Hamilton   | Mercedes                     | 56      | +57,986     | 18        | 2     |
| 10                                                                      | 27  | Nico Hülkenberg  | Haas-Ferrari                 | 56      | +1.00,476   | 9         | 1     |
| 11                                                                      | 31  | Esteban Ocon     | Alpine-Renault               | 56      | +1.02,812   | 13        |       |
| 12                                                                      | 23  | Alexander Albon  | Williams-Mercedes            | 56      | +1.05,506   | 14        |       |
| 13                                                                      | 10  | Pierre Gasly     | Alpine-Renault               | 56      | +1.09,223   | 15        |       |
| 14                                                                      | 24  | Zhou Guanyu      | Kick Sauber-Ferrari          | 56      | +1.11,689   | 16        |       |
| 15                                                                      | 18  | Lance Stroll     | Aston Martin Aramco-Mercedes | 56      | +1.22,786   | 11        |       |
| 16                                                                      | 20  | Kevin Magnussen  | Haas-Ferrari                 | 56      | +1.27,5332  | 17        |       |
| 17                                                                      | 2   | Logan Sargeant   | Williams-Mercedes            | 56      | +1.35,1103  | PL        |       |
| Ret                                                                     | 3   | Daniel Ricciardo | RB-Honda RBPT                | 33      | Sammenstød  | 12        |       |
| Ret                                                                     | 22  | Yuki Tsunoda     | RB-Honda RBPT                | 26      | Sammenstød  | 19        |       |
| Ret                                                                     | 77  | Valtteri Bottas  | Kick Sauber-Ferrari          | 19      | Motor       | 10        |       |
| Hurtigste omgang: Fernando Alonso (Aston Martin) - 1.37,810 (omgang 45) |     |                  |                              |         |             |           |       |
| Kilde:                                                                  |     |                  |                              |         |             |           |       |

Noter:
↑1 - Inkluderer point for hurtigste omgang.
↑2 - Kevin Magnussen blev givet en 10-sekunders straf for at være skyld i et sammenstød med Yuki Tsunoda. Hans slutposition gik som resultat fra 15. til 16. pladsen.
↑3 - Logan Sargeant blev givet en 10-sekunders straf for overhæle under safety car. Hans slutposition forblev uændret af staffen.

## Stilling i mesterskaberne efter løbet
| Pos. | Kører            | Point |
| ---- | ---------------- | ----- |
| 1    | Max Verstappen   | 110   |
| 2    | Sergio Pérez     | 85    |
| 3    | Charles Leclerc  | 76    |
| 4    | Carlos Sainz Jr. | 69    |
| 5    | Lando Norris     | 58    |

| Pos. | Konstruktør           | Point |
| ---- | --------------------- | ----- |
| 1    | Red Bull-Honda RBPT   | 195   |
| 2    | Ferrari               | 151   |
| 3    | McLaren-Mercedes      | 96    |
| 4    | Mercedes              | 52    |
| 5    | Aston Martin-Mercedes | 40    |